# Třída Edvarda Beneše
Třída Edvarda Beneše (dříve Třída Karla Marxe, lidově Benešovka) je ústřední komunikací sídliště Moravské Předměstí v Hradci Králové, spadající pod místní části Nový Hradec Králové a Třebeš.

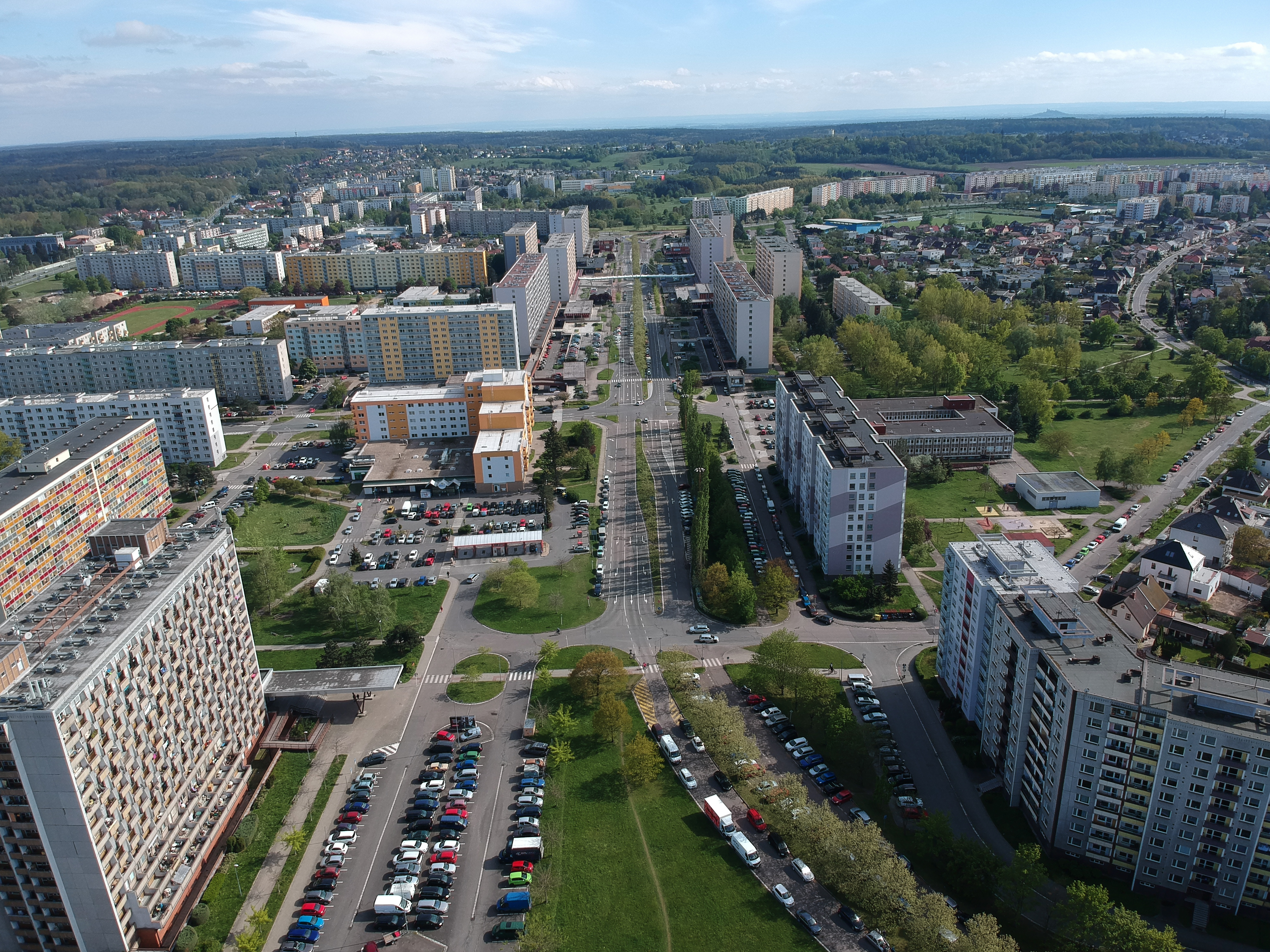
Letecký pohled na Třídu Edvarda Beneše

## Historie

### Stavba a nejlepší léta
Na místě dnešní ulice bylo do počátku 20. století pouze pole. Na přelomu 19. a 20. století se začalo uvažovat o zástavbě dnešního Moravského Předměstí. Do 60. let 20. století pak území tvořily pouze louky a několik rodinných domů.
Územní plán města z roku 1960 počítal s bytovou výstavbou jižně od centra města v prostoru dnešní ulice. Předpokládána byla výstavba s vysokými domy, která měla původně přiléhat k Sokolské ulici. Obdobnou koncepci potvrdil i směrný plán, který vznikl o deset let později. 
Od roku 1966 město Hradec Králové intenzivně usilovalo o zastavění této oblasti. Tak došlo k vypsání veřejné anonymní architektonické a urbanistické soutěže na výstavbu nového sídliště. Tu vyhráli architekti Karel Marhold a Jiří Němec z ČVUT. K nim se přidal i František Křelina, který skončil na druhém místě. Návrh sídliště dokonce získal ocenění na mezinárodní architektonické soutěži ve Finsku. Ačkoliv bylo sídliště stavěno již od roku 1970, stavba hlavní ulice započala až roku 1972.
Třída byla dokončena v osmdesátých letech a nesla jméno po Karlu Marxovi. V této době šlo o luxusní bydlení pro vysoce postavené lidi.
Původní smělý plán, aby třída byla hlavním centrem pro celý jižní Hradec Králové, stvrdil územní plán z roku 1987. Nicméně ten se nepodařilo uskutečnit, neboť nebyly dokončeny všechny části velkolepého projektu. Na svém severním konci nebyla třída napojena na síť hlavních hradeckých komunikací.
Projekt nicméně nepočítal s velkým počtem zelených ploch. Po sametové revoluci přestala být ulice udržována a začala chátrat. Jedinou změnou tak bylo jméno –⁠ Třída Karla Marxe se změnila na Třídu Edvarda Beneše.

### Chátrání a revitalizace
V roce 2006 byla vyhlášena architektonická soutěž na revitalizaci, kterou vyhráli architekti Alexander Pur a Pavel Zadrobílek, na projektu participovali i obyvatelé Benešovy třídy, pro které byla otevřena kancelář, kam mohli dávat své podněty. Roku 2014 byla část bulváru revitalizována. První etapa prací stála 185 milionů korun. Regenerace ulice se dostala do druhého kola soutěže Stavba roku 2015.
V rámci regenerace části třídy byl zrušen původní komplikovaný systém ramp a schodišť tak, aby došlo ke sjednocení a zjednodušení parteru. Dolní úroveň veřejných prostranství byla přestřešena železobetonovou stropní deskou. Tím se zvětšily veřejné plochy v obou úrovních, navíc jsou lépe přístupná, více přehledná a bezpečná. Snahou bylo oživit veřejný prostor. V rámci koncepce zeleně byla vysázena dvě stromořadí, dvě plochy kryté zapletenými korunami stromů. Také byly rozšířeny a sceleny plochy nízké zeleně a doplněny vodní prvky, mj. s cílem zlepšit mikroklima uličního prostoru.

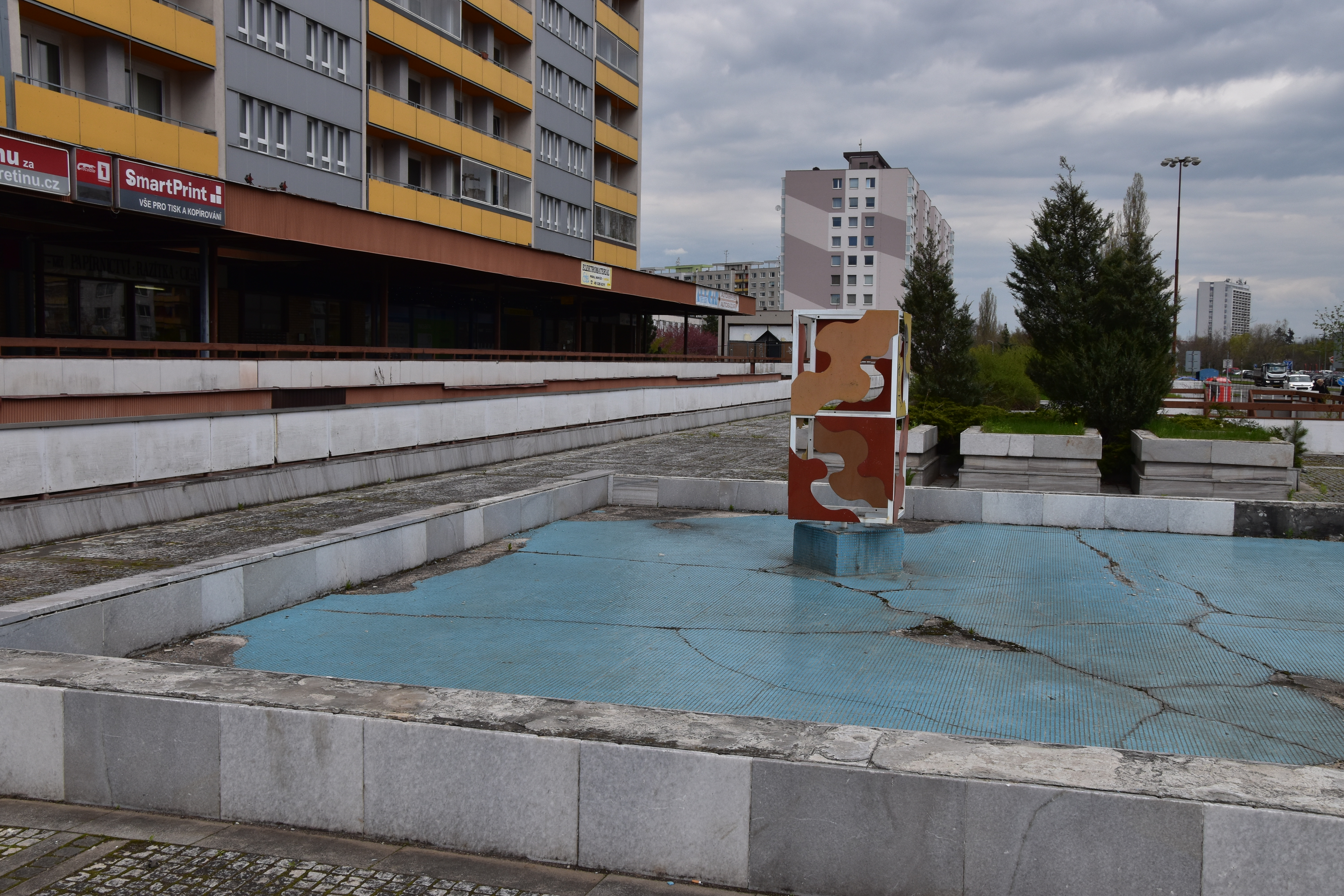
Chátrající kašna

V roce 2015 musely být některé chodníky uzavřeny, neboť hrozilo nebezpečí úrazu. O rok později byly některé schodiště již strhnuty a nejhorší místa opravena.
Z celé obnovy třídy se stala politická otázka a častý námět politických slibů zejména před komunálními volbami.
V roce 2020 bylo rozhodnuto revitalizovat zeleň (vysázet nové stromy) ve východní části třídy.

## Doprava
Po této třídě je vedeno několik linek městské autobusové dopravy (č. 9, 18, 25). Ačkoliv se zde nenachází trolejové vedení, třídu obsluhuje i trolejbusová linka č. 27, která při průjezdu využívá trakční baterie.
Pod třídou se nacházejí i tři podchody a přes ní vede několik přechodů. Vozovka měla historicky více jízdních pruhů, avšak v rámci rekonstrukcí bylo její uspořádání zúženo na jeden pruh v každém směru. Zbylý prostor byl využit na podélné parkování a cyklopruhy, resp. cyklostezky ve zrekonstruové části.
Rozsáhlá síť chodníků byla částečně obnovena při renovaci, z velké části ale zůstala původní a je v nevyhovujícím technickém stavu. 

## Podoba
Třída Edvarda Beneše je 1 200 metrů dlouhý bulvár. Tvoří jej dvě silnice, rozdělené mezi sebou stromovou alejí. Třídu rozděluje vysoký pylon, pod kterým vede zastřešený chodník, kolem kterého jsou vodotrysky. Zejména v letních měsících to ocení místní obyvatelé.
Ulici obklopují panelové domy, podél kterých vedou nadzemní zastřešené chodníky. Třída byla projektována jako hlavní dopravní komunikace a předpokládala se vysoká míra dopravy. Proto byly obytné bloky umístěny dále od vozovky tak, aby byly splněny tehdy platné hlukové limity. 
Pod úrovní ulice jsou pak parkovací místa pro rezidenty. Na ulici se také nachází prostory pro občanskou vybavenost –⁠ restaurace, specializovaní lékaři, tělocvičny či obchody.

## Galerie

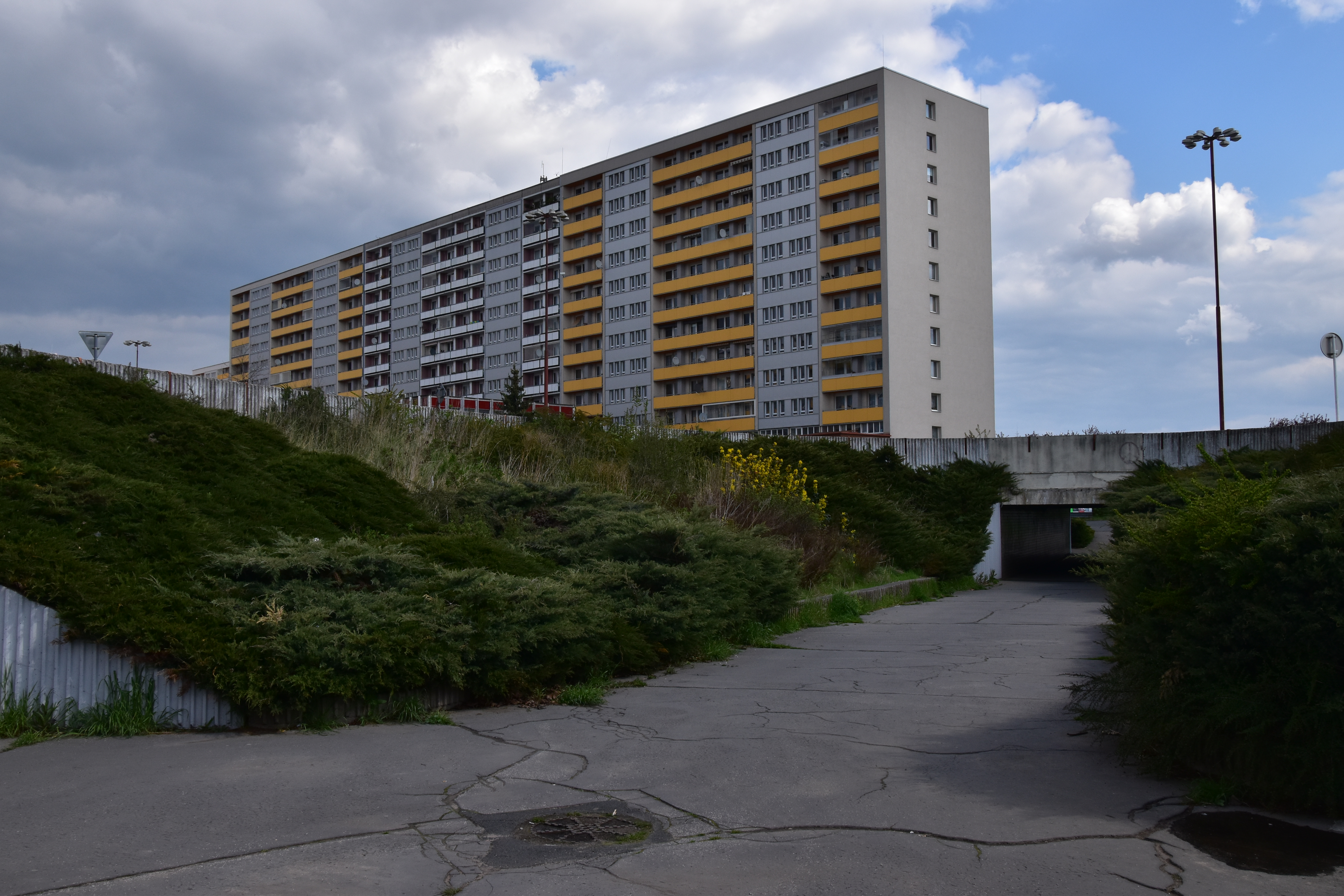
Konec třídy zakončený kruhovým objezdem s podchody
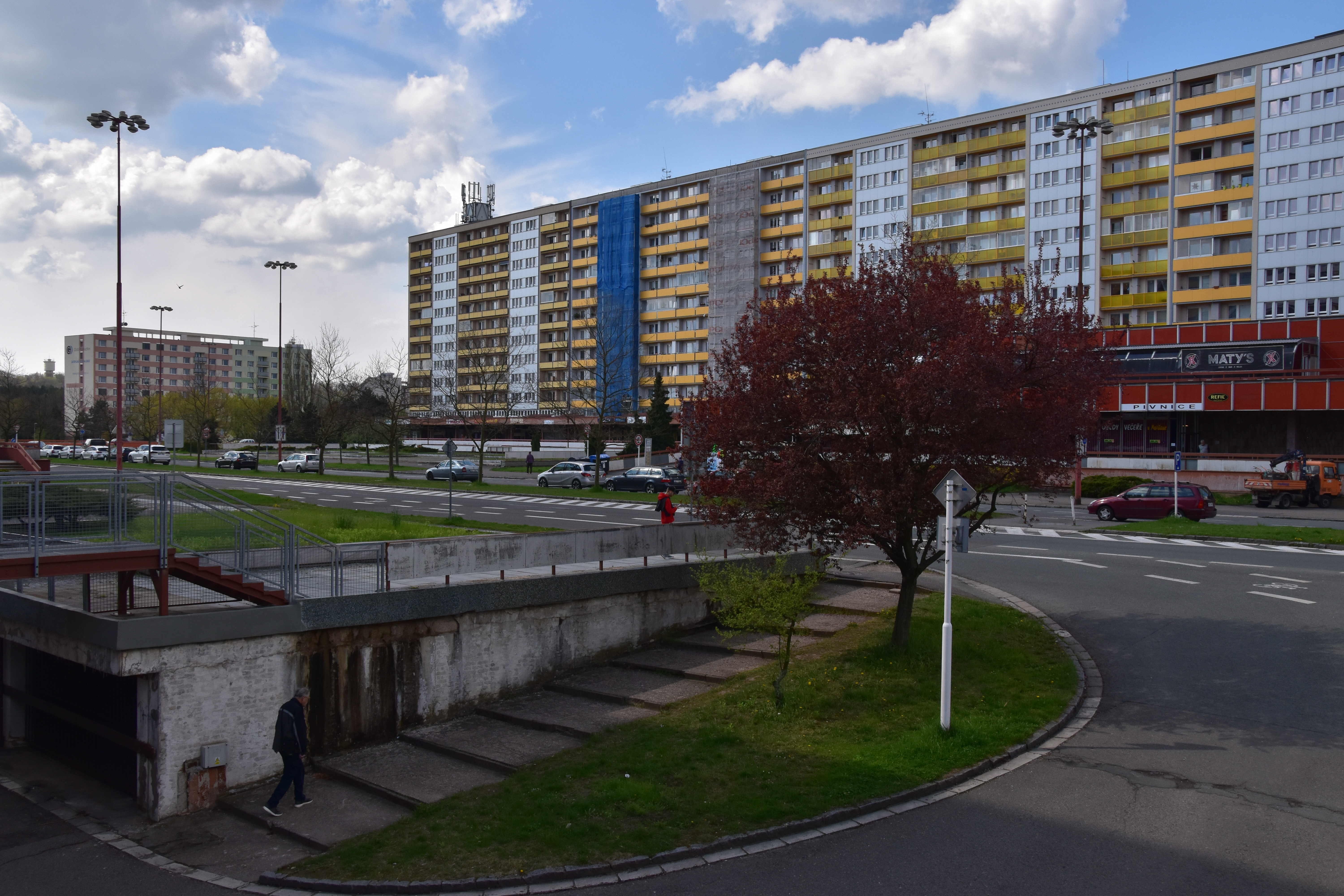
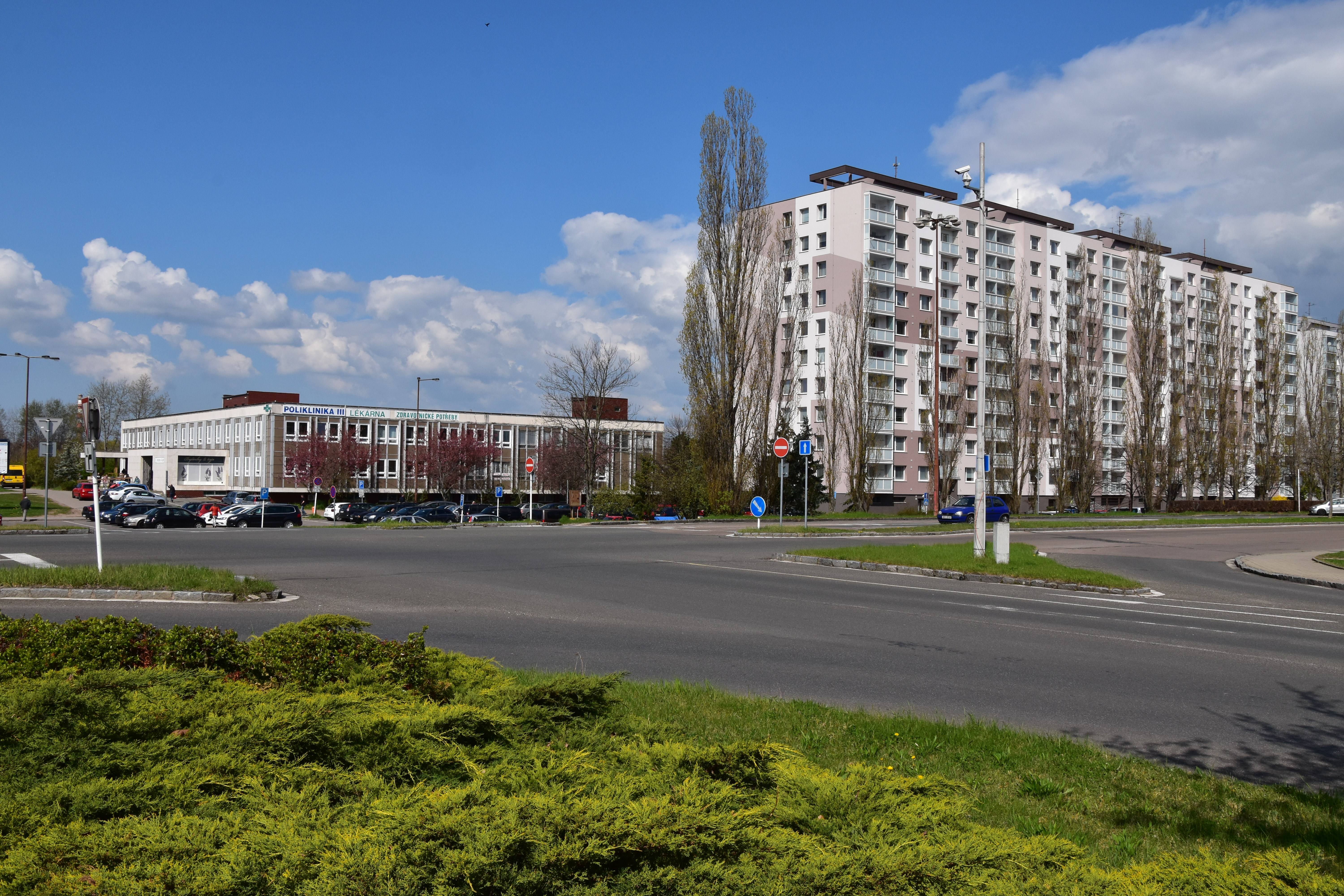
Křižovatka s ulicí Jana Masaryka
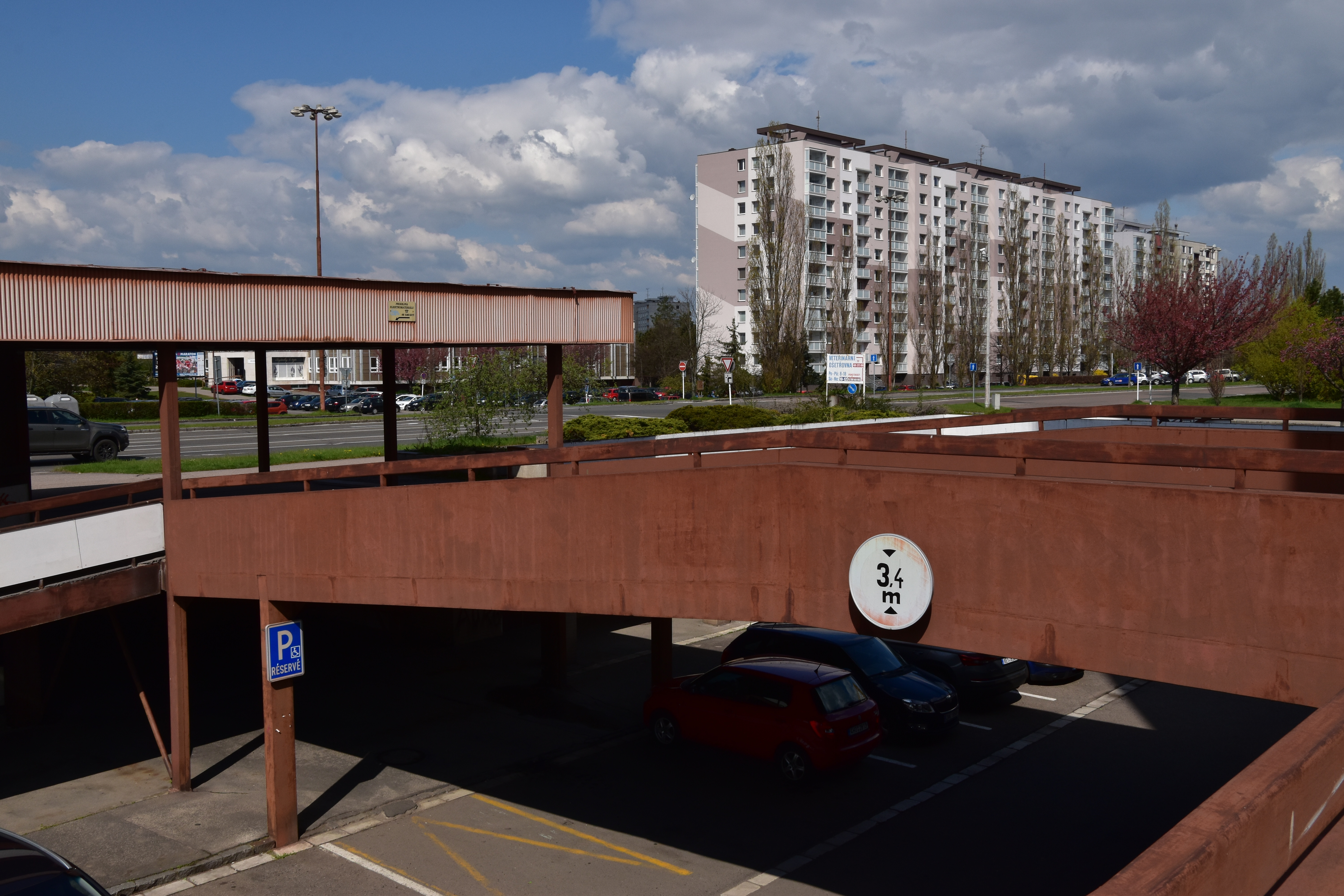
Rampy typické pro třídu E. Beneše
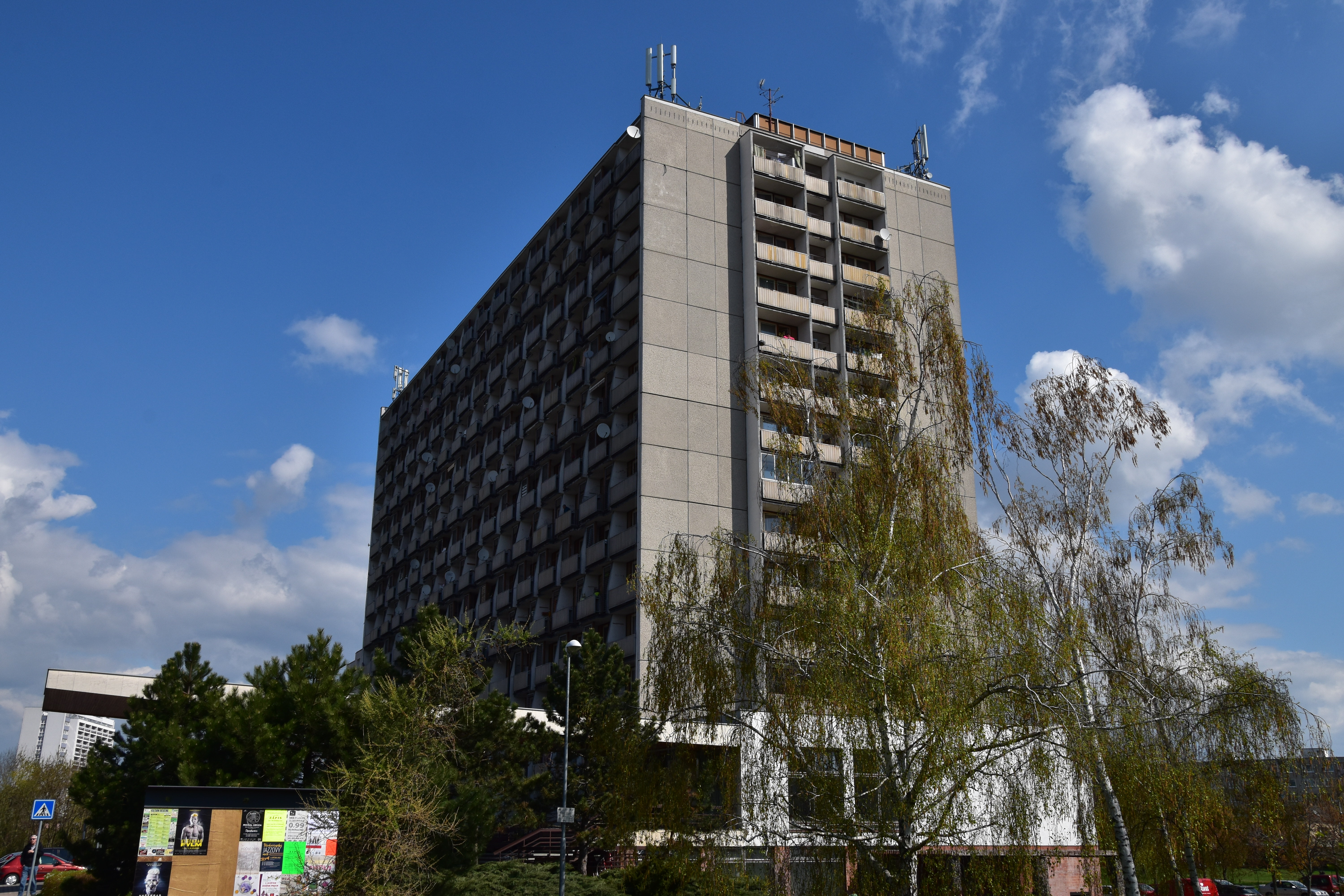
Budova Harmonie I